# TGW
TGW és una estació de ràdio del Govern de Guatemala que transmet en la freqüència 107.3 FM.

## Orígens de la radiodifusió a Guatemala
En la seva Historia de la radio en Guatemala, Antonio Almorza Alpírez refereix com a «pare de la radiodifusió» a Juliol Caballeros Paz, mitjançant experiments amb alguns motors va aconseguir una nit comunicar-se telegràficament amb dues persones als Estats Units. Després fabricaria un micròfon, amb càpsules telefòniques, i el provaria amb un breu programa en el qual Francisco Bonilla Ruano recitaria poemes i Eduardo Barrios cantaria algunes cançons populars.
Però és fins al 15 de setembre de 1930 que el president general Lázaro Chacón inaugura oficialment la ràdio amb les sigles TGW i batejant-la com a «Radio Nacional de Guatemala» -posteriorment anomenada «La Voz de Guatemala»-, les transmissions de la qual, des de la seu de la Direcció General de Telègrafs, van utilitzar al principi diverses freqüències en ones llarga i curta.

## Primeres transmissions de la TGW i origen de les sigles

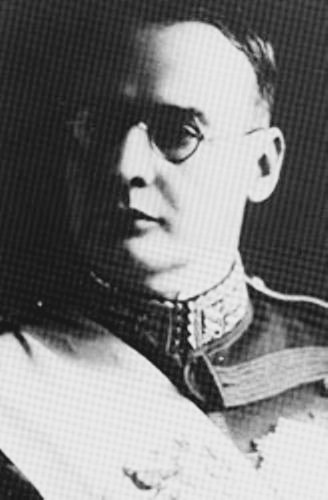
General Lázaro Chacón, president de Guatemala de 1926 a 1930. El 15 de setembre de 1930 creà la TGW.

Mentre la primera transmissió de la TGW «Radio Nacional de Guatemala» pot ser considerada com a feble quant a potència i so, en els primers mesos de 1931 el volum va aconseguir nivells adequats i els pocs radiooïdors que tenien aparells receptors de la RCA Víctor van començar a prendre's de les transmissions del qual va ser el primer programa musical anomenat Gran Concierto i el primer noticiari radial conegut com El Tiempo, que amb transmissions diàries de notícies a partir del 18 de desembre de 1930, pràcticament inaugura el radioperiodisme al país sota la direcció de José Quiñónez.
Aquestes dues franges poden considerar-se com les primeres transmissions formals de la ràdio a Guatemala, encara que mancaven de formats com els que es coneixen avui dia, però que en les albors de la dècada de 1930 del segle passat van representar una novetat per a una audiència que per a llavors era reduïda, ja que molt poques famílies podien comprar-se un receptor de ràdio.
Sobre les sigles TGW cal esmentar que en la dècada de 1920 es va constituir la Unió Internacional de Telecomunicacions (UIT), que és l'ens encarregat d'assignar codis únics per a cada estació de ràdio al món. A Guatemala li correspon el codi TG, de la mateixa forma en què als Estats Units el codi KG. Per tant, a la primera estació de ràdio guatemalenca li va correspondre el distintiu W. Per aquest motiu deriva el nom TGW, al qual en principi se li va agregar l'apel·latiu Radio Nacional de Guatemala i després La Voz de Guatemala.

## La programació de la TGW als seus inicis
[[Archivo:Gustavoadolfopalma1940.jpg|miniatura|Gustavo Adolfo Palma als estudis de TGW en 1936.]]

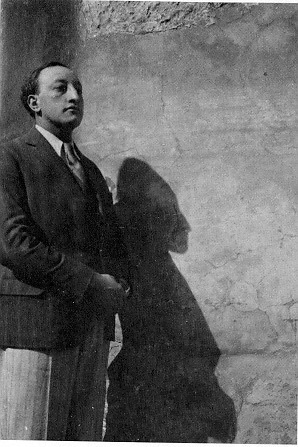
Miguel Ángel Asturias al mur de les lamentacions a Israel. Per aquella època va començar a treballar a TGW.

L'any del naixement de la ràdio a Guatemala, 1930, Miguel Ángel Astúries -llavors un jove advocat i escriptor- va publicar Leyendas de Guatemala, una obra fonamental en la literatura guatemalenca i en 1937 funda el primer radio periòdic del país, Diario del Aire, que es transmet a la TGW «La voz de Guatemala». Astúries li dona prestigi a l'emissora i introdueix un peculiar estil de narrar notícies intercanviant-les amb frases poètiques i filosòfiques, i amb alguns tascons comercials que donen origen a la publicitat en ràdio.
Diario del Aire tenia dues emissions: la matinal i la nocturna. En la primera es transmetien les notícies nacionals i en la segona les internacionals. El 9 de juliol de 1941, a iniciativa de l'escriptor nicaragüenc Juan Manuel Mendoza, que fou biògraf d'Enrique Gómez Carrillo, es va instituir el Comitè pro-monument a Enrique Gómez Carrillo, el qual va estar presidit per la reconeguda professora guatemalenca Natalia Górriz de Morales. El comitè va tenir entre els seus col·laboradors a Miguel Ángel Asturias i Federico Hernández de León, qui posaren a la seva ordre el Diario del Aire, i Nuestro Diario, respectivament.
El ràdio diari es mantendria a les ones fins 1952.

## La promoció dels artistes
La incursió de Miguel Ángel Asturias a la TGW La Voz de Guatemala desperta grans expectatives en els artistes nacionals, que veuen en la ràdio una finestra per a promocionar-se i socialitzar les seves propostes artístiques. És llavors en la dècada de 1930 en què sorgeix l'anomenada Època d'Or de la cançó guatemalenca i la història de la radiodifusió marca una fita en incorporar les primeres obres de teatre que competeixen amb els seus parells a nivell internacional.
Aquest auge cultural aconseguiria la cúspide en la dècada següent, 1940, quan salten a la fama artistes com Paco Pérez, autor de Luna de Xelajú; Lilly Andreu Spillari, Gustavo Adolfo Palma, Juan de Dios Quezada i María del Tránsito Barrios Morales. També és l'època de figures com Manolo Rosales, Mildred Chávez, Jorge Mario Paredes, Rodolfo Augusto Tejeda, Ernesto Ávalos Gutiérrez, Tito Quiñónez, Ernesto Rosales, Dora René Figueroa, Mirna Gudelia Paz, Carmen Yolanda, Lucinda Lara, les germanes González, Magedla y Tatiana García, Mirtala García Manzo, Carlos Morales Méndez i Julio Cáceres.

## Patrimoni Cultural de la Nació
La Radio Nacional TGW, La Voz de Guatemala fou declarada oficialment Patrimoni Cultural de la Nació el 18 de maig de 2012, quan es va publicar al Diario de Centro América l'Acord Ministerial Número 459-2012, de data 2 de maig de 2012. Aquest Acord Ministerial va ser el resultat de diversos tràmits que es van realitzar sl Ministeri de Cultura i Esports, iniciant aquests el 17 de novembre de 2011 amb la sol·licitud del llavors Director General de Radiodifusió i Televisió Nacional i director general de la Ràdio Nacional TGW, llicenciat Carlos Morales Monzón, qui va presentar la proposada-sol·licitud davant el Director General del Patrimoni Cultural, professor Erick Ponciano. La sol·licitud va ser presentada mitjançant l'Ofici No. DGRTN-036-2011CM/er dirigit al professor Ponciano el 17 de novembre de 2011.
D'acord amb els procediments legals per a declarar a una institució Patrimoni Cultural de la Nacional, el primer dictamen el va emetre el Departament de Recerques Antropològiques, Arqueològiques i Històriques. Aquest dictamen es va registrar amb el número DIAAeH-015-2011, amb data 24 de novembre de 2011. El segon dictamen el va emetre la Direcció Tècnica de Recerca i Registre amb el número 15-2011/HR amb data 8 de desembre de 2011, a través del Registre de Béns Culturals, mentre que l'últim el va emetre la Direcció Tècnica de l'Institut d'Antropologia i Història, amb el número 02-2012, l'11 de gener de 2012. Totes aquestes institucions pertanyents a la Direcció General del Patrimoni Cultural i Natural del Ministeri de Cultura i Esports.
En tots els seus dictàmens es va declarar procedent la declaratòria de la Radio Nacional TGW, «la Voz de Guatemala», com a Patrimoni Cultural de la Nació; així els tràmits van culminar formalment durant el govern del president Álvaro Colom, tres dies abans del canvi de govern.